# 北九州市主要地方道恒見朽網線
北九州市主要地方道恒見朽網線（きたきゅうしゅうししゅようちほうどう つねみくさみせん）は、福岡県北九州市門司区から北九州市小倉南区に至る市道（主要地方道）である。

## 概要
北九州市門司区大字恒見から北九州市小倉南区大字朽網に至る。
現在、一部未供用であり、曽根新田工区が2024年（令和6年）5月21日に開通し、2030年（令和12年）度に吉田工区が、2031年（令和13年）度に恒見工区が開通する予定である。

### 路線データ
- 起点：北九州市門司区大字恒見（福岡県道71号新門司港大里線起点）
- 終点：北九州市小倉南区大字朽網（朽網北交差点、福岡県道25号門司行橋線交点）
- 総延長：7.9 km[1]

## 歴史
- 1993年（平成5年）5月11日 -  建設省から、市道恒見朽網線が恒見朽網線として主要地方道に指定される[2]。
- 2010年（平成22年）度 - 曽根新田工区事業化[1]。
- 2011年（平成23年）度 - 吉田工区、恒見工区事業化[1]。
- 2024年（令和6年）5月21日 - 曽根新田工区（北九州市小倉南区曽根北町 - 大字朽網、延長3.1 km）開通[1]。
- 2030年（令和12年）度 - 吉田工区開通予定[1]。
- 2031年（令和13年）度 - 恒見工区開通予定[1]。

## 路線状況

### 通称
- 北九州カニ・カキロード[3]

### 道路施設

#### 橋梁
- 新大野川橋（大野川、北九州市小倉南区）
- 貫川大橋（貫川、北九州市小倉南区）
- 朽網川橋（朽網川、北九州市小倉南区）

## 地理

### 通過する自治体
- 福岡県
  - 北九州市（門司区 - 小倉南区）

### 交差する道路
| 交差する道路               | 市町村名 | 市町村名 | 交差する場所 | 交差する場所        |
| -------------------------- | -------- | -------- | ------------ | ------------------- |
| 福岡県道71号新門司港大里線 | 北九州市 | 門司区   | 大字恒見     | 起点                |
| 福岡県道294号井ノ浦港線    | 北九州市 | 門司区   | 大字恒見     |                     |
| 未供用区間                 |          |          |              |                     |
| 福岡県道25号門司行橋線     | 北九州市 | 小倉南区 | 大字朽網     | 朽網北交差点 / 終点 |

### 沿線
- 新門司港（起点付近）
- 井ノ浦港
- 周防灘
- 陸上自衛隊小倉駐屯地 曽根訓練場曾根駐屯地
- 曽根臨海公園